# Paul Hartmann (azienda)

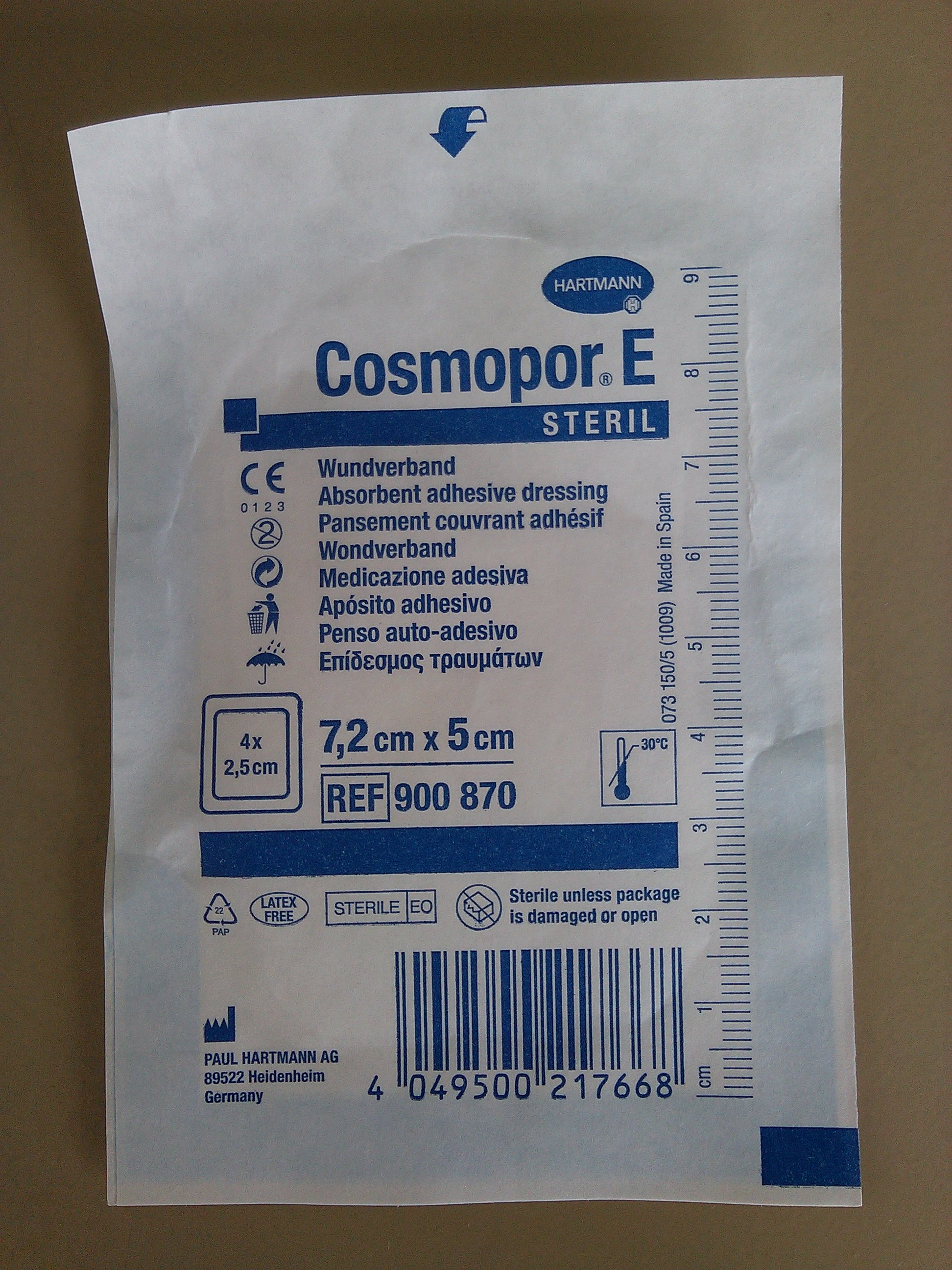
Un cerotto della Hartmann-Gruppe

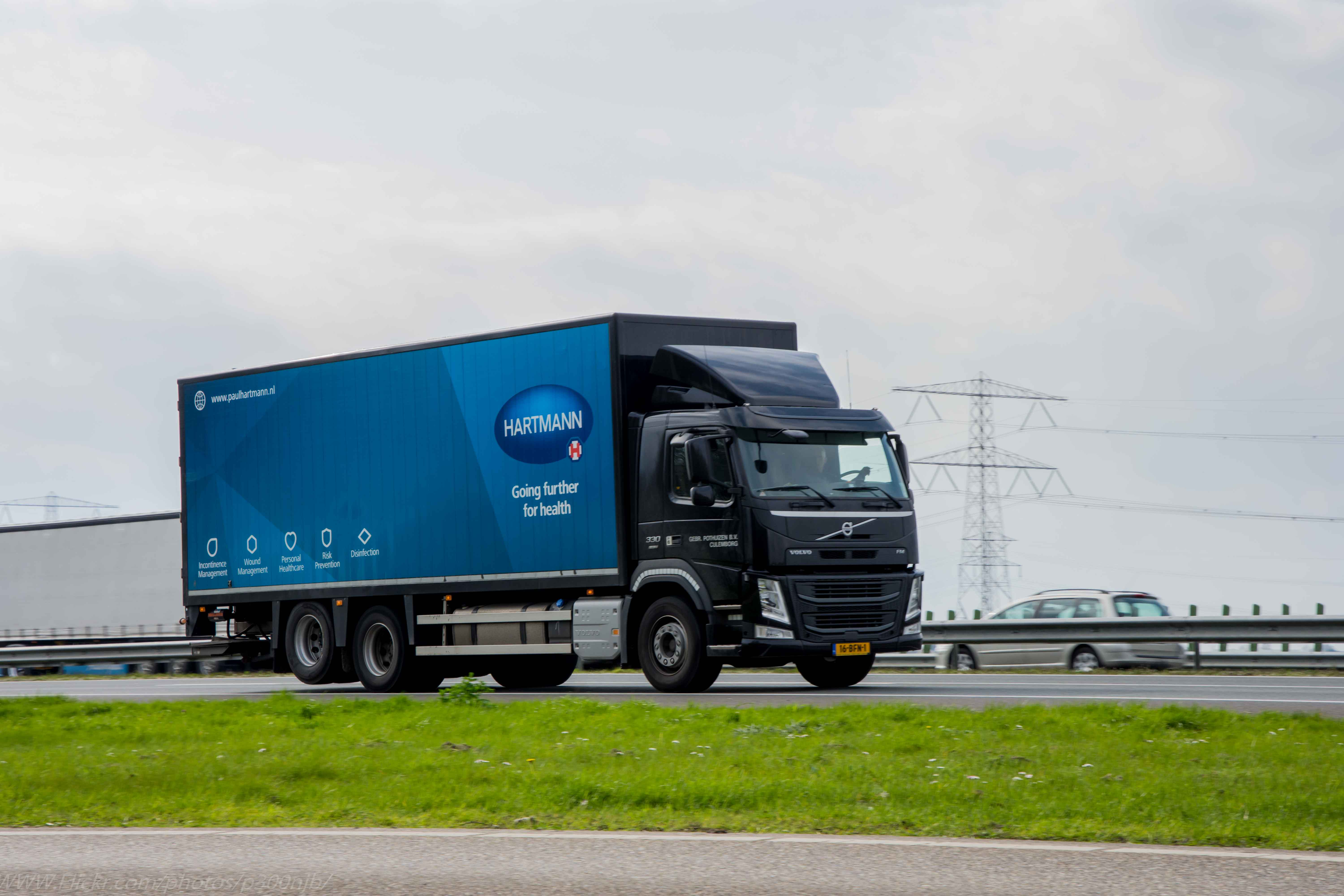
Un camion Hartmann

Il gruppo Hartmann-Gruppe (HARTMANN GRUPPE o Paul Hartmann AG) è una società tedesca attiva nella tecnologia medica. La sede della società Paul Hartmann AG è a Heidenheim an der Brenz. È il più antico fabbricante di bende della Germania.

## Storia
L'azienda risale al 1818 ad opera di Ludwig von Hartmann (1766-1852) con la società Firma Meebold & Co. meccanico a Heidenheim an der Brenz nel Regno del Württemberg. Nel 1843 con i suoi tre figli fondò la „Ludwig Hartmanns Söhne“ dei quali Paul Hartmann sen. (1812-1884) gestiva una tessitura di cotone a Heidenheim. I tre fratelli risanarono la società e Paul Hartmann sen. nel 1867 a Heidenheim fondò la Paul Hartmann – Bleiche, Färbereigeschäft und Appreturanstalt. Dopo la guerra franco-prussiana la Hartmann continuò con l'Ing. Albert Hartmann (1846-1909) e nel 1873 con la  produzione di bende in cotone sviluppate da Victor von Bruns.
Nel 1874 iniziò la fabbricazione di bende in cotone per uso medico. Le bende tipo "Lister'scher Carbol-Garza" con trattamento antisettico dopo che vennero sviluppate da Joseph Lister. Nel 1883 ebbero il primo grande contratto di oltre 400 Pfund dal Jakobsspital di Lipsia, sicché la Paul Hartmann sen. con le donne operaie che impacchettavano e mettevano etichette, con sopra una croce rossa e quattro bastoni di Asclepio, iniziarono la fornitura.
Il logo dal 1906 venne usato per la prima volta dalla Croce rossa. La società divenne nota internazionalmente per i bendaggi. Con la guida di Walther Hartmann nel 1912 la società divenne per azioni.

## Prodotti
Il nocciolo della produzione della società è rappresentato da bende, garze, cerotti, nastri adesivi, prodotti per l'incontinenza. Altri prodotti sono per il primo soccorso e l'immobilizzazione. Dal 2009 attraverso l'acquisizione della Bode Chemie, anche nella disinfezione.
Dal 2000 esiste una collaborazione con la B. Braun Melsungen per la logistica.

## Altre società

### Hartmann-Rico
La ex Richter & Co. venne acquisita nel 1991.

### SANIMED GmbH
La SANIMED GmbH con sede a Ibbenbüren venne fondata nel 1983 e dal 2001 partecipata dalla Paul Hartmann AG.

### Kneipp GmbH
La Paul Hartmann AG detiene dal 2001 80% della Kneipp GmbH (ex Kneipp-Werke, Kneipp-Mittel-Zentrale GmbH & Co KG). Dal 2008 è posseduta al 100%.

### CMC Consumer Medical Care GmbH
La CMC Consumer Medical Care GmbH diventa al 100% della Paul Hartmann AG.

### Bode Chemie GmbH
La Bode Chemie GmbH diventa dal 2009 del gruppo Hartmann.

### Karl Otto Braun GmbH & Co. KG
La Karl Otto Braun GmbH & Co. KG (KOB) con sede a Wolfstein diventa della Hartmanna dal 2000.

## Sponsor
Hartmann-Gruppe è sponsor della squadra della 2. Fußball-Bundesliga 1. FC Heidenheim 1846.